# 사천종합운동장
사천종합운동장(泗川綜合運動場, Sacheon Stadium)은 대한민국 경상남도 사천시에 있는 스포츠 시설이다. 천연잔디 필드와 탄성 트랙이 갖춰진 경기장이며, 1982년에 준공되었다. '사천공설운동장'이라는 명칭으로 개장했고, 리모델링을 진행하는 과정에서 2013년 1월 1일에 '사천종합운동장'으로 명칭을 변경했다.

## 참고 문헌
- “사천시 체육시설 안내”. 《사천시체육회》. 사천시체육회.
- 《2023 전국 공공체육시설 현황 (2022년 12월말 기준)》. 대한민국 문화체육관광부. 2024.